# Pozsonyi gróf
A pozsonyi gróf (comes Posoniensis), a 19. századra már puszta cím lett, mely az erdődi gróf Pálffy családot illette meg örökös jogon. Werbőczy István az ország bárói közé sorozza (Tripartitum I. 94.), de már az 1687. X. törvénycikk az országbárók után közvetlen következő rangnak tekinti; mint ilyen a főrendi táblának tagja és neve a királyi végzemények záradékában fölemlítették. Az 1885. VII. törvénycikk szerint rangban szintén az ország zászlósai után közvetlen következett és a főrendiháznak is tagja volt.
Pozsonyi grófok az erdődi gróf és herceg Pálffy családból:
- 1599-1600 gr. Pálffy Miklós
- 1600-1646 gr. Pálffy István
- 1646-1679 gr. Pálffy Miklós
- 1679-1732 gr. Pálffy Miklós
- 1791-hg. Pálffy Károly
- -1897 gr. Pálffy Móric

Csak címzetes:
- 1897-1920 gr. Pálffy József
- 1920-1968 gr. Pálffy Pál[forrás?]